# كلبش 3 (مسلسل)
كلبش 3 هو مسلسل مصري، من تأليف باهر دويدار وإخراج بيتر ميمي، ومن إنتاج شركة سينرجى، وبطولة كل من أمير كرارة، أحمد عبد العزيز، هشام سليم، يسرا اللوزى، هالة فاخر، أحمد العوضى، عمر الشناوى، إسلام جمال، أميرة العايدى، أحمد إمام، محمد على رزق، أمانى كمال، ناصر سيف، وعدد آخر من الفنانين.
جمع العمل بين يوسف ابن الممثل وائل نور و والدته أميرة العايدي 

## قصة المسلسل
يتعرض مالك ابن سليم الأنصاري لإصابة بفيروس غريب بواسطة أكرم صفوان ليجبر سليم الانصاري على العمل معه ويقدم استقالته من الداخلية ويدير شركة أمن خاصة.

## طاقم التمثيل
- أمير كرارة: سليم الأنصاري
- هشام سليم: أكرم صفوان [4]
- هالة فاخر: نادية الأنصاري
- أحمد عبدالعزيز: جلال خطاب
- يسرا اللوزي: ريم [5]
- أحمد العوضي: بروسلي
- هيدي كرم: المذيعة مشيرة
- عمر الشناوي: حسام
- أميرة العايدي: إنجي زوجة أكرم
- أشرف مصيلحي: عوني
- محمد الحداد
- نبيل نور الدين: ناصر
- ليلى عز العرب